# Jefferson (estado norteño propuesto)
Jefferson es una zona mayoritariamente rural del sur de Oregón y el norte de California en los Estados Unidos que en varias ocasiones en los siglos XIX, XX y XXI ha abogado por constituirse en estado. La región es la más conocida de las que han intentado constituirse con ese nombre en honor de Thomas Jefferson, aunque no la única. 
Las dos aspas del escudo estatal representan a Sacramento, capital de California y a Salem, capital de Oregón.

## SigloXIX

### Contexto histórico-territorial
La región en que se halla el propuesto Estado de Jefferson fue una de las últimas exploradas por europeos o norteamericanos, que no exploraron ni se asentaron en el área hasta la década de 1820, a través de la Ruta Siskiyou.
No es hasta el descubrimiento, en 1851, de oro en Yreka, Siskiyou y Trinity cuando se desencadena la fiebre del oro y se producen los primeros asentamientos de importancia.

### El Proyecto de Estado de Shasta: 1852
En California en 1852, la primera Cámara Legislativa reunida en Vallejo, introduce una Declaración para crear el Estado de Shasta en el Norte de California, hasta la Cascada Shasta, que corresponde, aproximadamente, a la parte californiana del Estado de Jefferson. Aunque la proposición es derrotada en Comité, la idea permanece.

### El Proyecto de Estado de Klamath: 1852
Así el 19 de diciembre de 1853 un periódico de San Francisco, el Daily Alta California, editorializa acerca de la necesidad de erigir un nuevo estado, que denomina Klamath en el Norte de California y el Sur de Oregón. 

### El Proyecto de Estado de Jackson: 1854
En 1854 la Asamblea de California aprueba estudiar la división del estado en tres partes, aunque el Senado tumba la proposición en 1855. En ese contexto, se propone la creación del Estado de Jackson, inicialmente en un mitin y después en una Convención que organice el nuevo Territorio,

### El Proyecto de Estado en el Sur de Oregón: 1854
En el Norte del Territorio de Oregón, en 1853 se produce la separación del Territorio de Washington, lo que provoca la reacción en el Sur de Oregón, en 1854, que inicia el movimiento para que la zona alcance la estatalidad, elevándose una proposición al Congreso de Estados Unidos para convertirse en Territorio, paso previo a transformarse en Estado e ingresar en los Estados Unidos. La propuesta se mantuvo vigente hasta la constitución del Estado de Oregón el 14 de febrero de 1859.

### El nombre del Estado: Estado de Jefferson en 1859

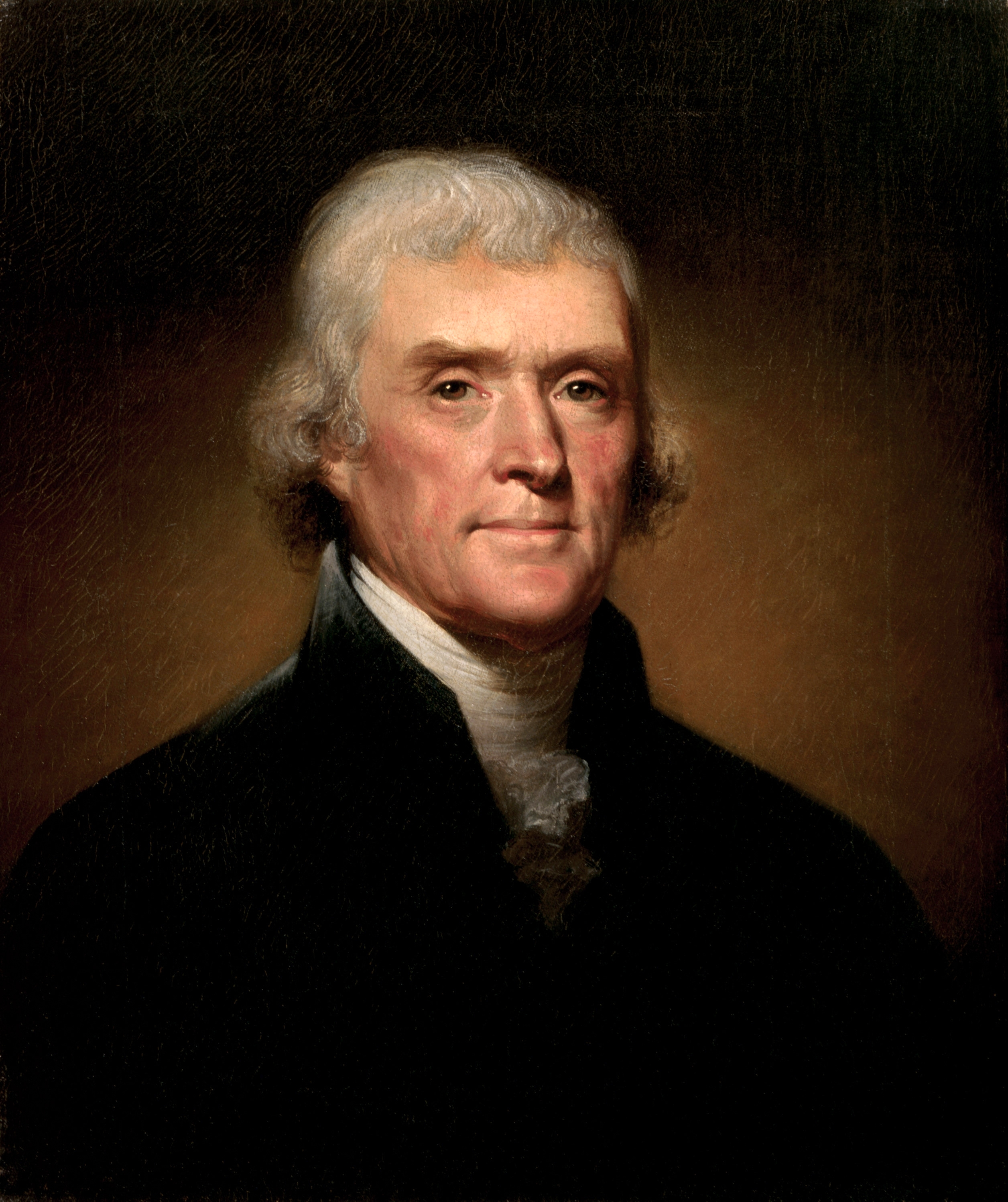
Thomas Jefferson retratado por Rembrandt Peale en 1800.

En 1859, aunque ya erigido Oregón como Estado de la Unión, la idea de erigir un Estado de Jefferson en la zona, cuando los condados californianos de Condado del Norte, Trinity, Shasta, Humboldt, Klamath, Siskiyou Tehama y Plumas, descontentos con los impuestos estatales que pagaban por los servicios (Correos, protección militar,...), clamaron por constituirse en Estado, secesionándose de California.
Desechándose los nombres de proyectos anteriores, se convocó un concurso para bautizar el Estado, que fue ganado por J.E. Mun-dell, residente en Eureka y con propiedades en Del Norte, arguyendo que Thomas Jefferson fue el autor de la Declaración de Independencia de los Estados Unidos "el gran instrumento por el que se reconoce el derecho de la gente al autogobierno" además de ser el impulsor la Expedición de Lewis y Clark que exploró la zona.

### Nuevamente Shasta: 1877-1878
Aunque la incorporación de California y Oregón en Estados Unidos abortó el intento, se producirían movimientos secesionistas en 1877—1878 , cuando el Congreso de California revive brevemente la idea del Estado de Shasta, y 1882

## SigloXX

### La recuperación de la idea: 1909
La idea del Estado de Jefferson fue brevemente revivida en 1909, cuando desde el Condado de Curry, en Oregón, se realizó la propuesta, al final fracasada, de crear el Estado de Siskiyou.

### El Movimiento de Secesión de Jefferson: 1935
En 1935, John C. Childs juez en Crescent City, en el condado Del Norte, se declaró presidente del Movimiento de Secesión de Jefferson (Jefferson Secessionist Movement). La llamada de atención que supuso, llevó a la construcción de la carretera de Redwood Coast, el objetivo final tras la acción.

### La Proclamación de Independencia del Estado de Jefferson: 1941

Estado de Jefferson propuesto en 1941 y la concepción actual.

En 2 de octubre de 1941, se produjo el siguiente intento, más efectista que efectivo. Acaeció cuando, ante el deplorable estado de las carreteras de la zona entre los límites de Oregón y California que constituían un obstáculo para el desarrollo económico basado en la explotación de recursos minerales para la industria de armamento, Gilbert E. Gable, alcalde de Port Oxford en el condado de Curry propuso en la Corte de Justicia de Curry la secesión del condado y su anexión a California. La Corte acordó formar un Comité de tres miembros, con los fines de estudiar la propuesta y, en su caso, hacer planes para implementarla y contactar con los oficiales competentes de California. 
Inicialmente la propuesta tuvo poco apoyo desde el Norte de California, como muestran los editoriales del Siskiyou Daily News de Yreka, aunque una lectura más profunda venía a indicar que los problemas de Curry en Oregón y Siskiyou (y por extensión en toda la zona) eran similares. Otros periódicos como el Alturas Plaindealer de Modoc, o el Del Norte Triplicate de Del Norte, incidieron en el mismo aspecto.
Mientras tanto, a finales de octubre, Gilbert E. Gable se reunió con el gobernador de California Culbert Levy Olson (1939-1943), al que presentó las quejas contra Oregón (e, indirectamente, las peticiones y pretensiones de Curry si se anexaba a California): ausencia de oficinas estatales, falta de apoyo en el desarrollo de la política minera, falta de apoyo en la ampliación del puerto, escasez de carreteras adecuadas, etc. El gobernador Olson indicó que no podía apoyarles oficialmente, pero sugirió que se entrevistaran con el gobernador de Oregón Charles Arthur Sprague (1939-1943) y se aliaran con el condado de Del Norte para presentar un plan común a ambos Estados.
La sensación de abandono de los habitantes de la zona hizo que el asunto acabara viéndose con simpatía a ambos lados de la frontera, y Gilbert E. Gable aprovechó la oportunidad para, en la Reunión de Coordinadores de Del Norte del 10 de noviembre de 1941, proponer la creación de un Comité Conjunto para el Desarrollo de la Minería de Minerales Estratégicos, lo que fue aprobado en el acto. Además, se apoyó la idea de formar una alianza entre los condados de Curry, Jackson, Josephine y Klamath en Oregón y los condados californianos de Del Norte, Siskiyou y Modoc.
Se convocó un encuentro para el 17 de noviembre de 1941 en Yreka, capital del Condado de Siskiyou, se reunieron representantes de ambos  condados, a los que se unió el condado de Siskiyou y donde surgió de manos de los representantes del condado de Curry, la primera proposición para formar un nuevo Estado. La iniciativa fue secundada inmediatamente por la  Cámara de Comercio de Siskiyou aprueba estudiar los para estudiar el procedimientos para la formación territorial y la secesión estatal, que bautiza como “Mittlewestcoastia”.
El Yreka Daily News, periódico local de Yreka, contesta la decisión del nombre, y organiza la elección del nombre junto al otro periódico local, el The Siskiyou News, con propuestas como Orofino, Bonanza, Del Curiskiyou, Siskardelmo, New West, New Hope, Discontent y Jefferson. 
Entre las ideas que barajaba Gilbert E. Gable para el nuevo Estado estaban eliminar las “Tasas Odiosas” (los impuestos sobre las ventas, los licores y el impuesto sobre la renta) y las máquinas de juego (por representar competencia desleal para la industria local de fichas de póker).
El 18 de noviembre, se estableció la capital provisional del proyectado Estado en Yreka. Los condados inicialmente concernidos eran:
- desde California: Del Norte, Modoc  y Siskiyou.
- desde Oregón: Curry, Jackson y Josephine.

El 19 de noviembre, representantes del condado de Modoc manifiestan su apoyo al proyecto y su intención de sumarse al mismo.
El 24 de noviembre el Estado tomó el nombre de Jefferson, en honor de Thomas Jefferson, el tercer Presidente de los Estados Unidos y en recuerdo del proyectado Estado de 1853.
El 27 de noviembre de 1941 El Estado de Jefferson proclama la Independencia y elige al juez de Yreka John C. Childs Presidente Provisional, además de definir sus símbolos (el Sello y la Bandera).
Los condados que signaron la Declaración de Independencia fueron los californianos de Del Norte, Modoc y Siskiyou y el oregoniano de Curry, aunque Modoc con dudas, por cuanto desde el 23 de noviembre la zona de Surprise Valley habían manifestado su intención de separarse del condado si se creaba el Estado.
También se decidió enviar la Proclamación de Independencia del Estado de Jefferson al Gobernador de California Culbert Levy Olson.
Contemplaron seriamente la idea de adherirse Shasta y Lassen.
De hecho, Lassen inicialmente envió representantes, pero no se adhirió; después, el 28 de noviembre de 1941 inicia los trámites para ingresar y, finalmente, el 3 de diciembre decidió mantenerse en California.
El 1 de diciembre se produce un cambio de participantes cuando Modoc renuncia la proyecto.
El 2 de diciembre, el condado de Trinity se adhiere formalmente. 
La noticia alcanzó relevancia nacional cuando grupos de jóvenes de la zona, interrumpieron el tráfico en la Autopista 99, que discurre desde Calexico (California) hasta Vancouver, en Washington a la altura de Yreka, repartiendo la Proclamación de Independencia del Estado de Jefferson, declarando estar en rebelión contra Oregón y California y prometiendo “secesionarse todos los jueves hasta nueva orden”.
El 4 de diciembre de 1941 se efectúa la “Asamblea Provisional Territorial" en Yreka convocada por Gilbert E. Gable después de una ronda de consultas. En ella se elige a John C. Childs como Gobernador del Estado, que inicia los trámites para enviar la petición a las Cámaras de California y Oregón, que prevé para el 8 de diciembre de 1941.
Sin embargo, el fin del nuevo Estado se acercaba: el mismo 4 de diciembre de 1941 muere Gilber Gable, y el 7 de diciembre de 1941 se produce el Ataque a Pearl Harbor y con ello el último Acta del Gobernador John C. Childs proclama el cese de toda actividad encaminada a llevar a cabo las acciones para el reconocimiento del estado.

### Movimiento pro Estado de Shasta: 1956
Un nuevo, y sumamente efímero intento, se produce en 1956, cuando surge el un movimiento para establecer el Estado de Shasta, pero en un mes se disuelve.

### Jefferson revive: 1959
En abril de 1959 se produce un nuevo intento, que decae rápidamente por las disensiones localistas internas.
En ese mes, un grupo de ciudadanos del condado de Klamath, despacharon telegramas a los capitolios de Washington, Salem y Sacramento anunciando el renacimiento del Estado de Jefferson, el establecimiento de la capital en Klamath Falls, capital del condado, la elección de un Gobernador y la creación de una Milicia Estatal.
Este renacimiento del Estado de Jefferson declina rápidamente por las disensiones internas, cuando casi cada condado reclama alojar la capital, los aspirantes a Gobernador repudian las elecciones y las competencias de la Milicia Estatal son cuestionadas.

### El Estado de Jefferson continúa: 1971
En 1971 se produce un nuevo intento por recuperar la idea de establecer un Estado, cuando Kenneth W. Jackson, Comisionado del condado de Josephine,  propone en una reunión de Comisionados de condados del Sur de Oregón, un plan que involucraría los condados californianos de Siskiyou y Del Norte y los oregonianos de Josephine, Coos, Curry, Douglas, Jackson y Klamath, y que establecería su capital en Grants Pass, en el condado de Josephine y capital del mismo, en sustitución de la capital "tradicional" de Yreka. Su principal acción fue intentar introducir el tema en la agenda de la Asociación de Condados de Oregón, a cuya siguiente reunión llegaron agrupados bajo la bandera verde del Estado de Jefferson.

### Yreka vuelve a ser la capital
En 1988 el Estado de Jefferson, retrotrajo la capitalidad a Yreka.

### El Estado crece
la idea de Estado de Jefferson no sólo se mantiene, en una forma u otra, sino que en 1998 crece territorialmente, cuando se suman al proyecto los cuatro condados californianos de Modoc, Shasta, Trinity y Humboldt, cubriéndose así las cuencas de los ríos Klamath, Rogue y Umpqua hasta la fachada marítima.

### SigloXXI
Aunque el movimiento secesionista es de escasa entidad, posee medios de comunicación como la Radio Pública de Jefferson o la revista mensual Green Live Review, que se encargan de mantener viva la situación.
Los límites reclamados van desde el Lago del Cráter en Oregón al Monte Shasta en California y hasta el Océano Pacífico.
El tema se ha reavivado con motivo de los planes del Servicio Nacional de Pesquerías Marítimas para crear granjas de incubación de pescado a lo largo del río Klamath, lo que implicaría crear una zona de exclusión de presencia humana, y que implicaría la expulsión y traslado de los habitantes de la zona.
Sin embargo la idea del Estado de Jefferson no monopoliza las ideas secesionistas de la zona, existiendo proyectos rivales como el de Cascadia.